# ギアロー
ギアロー（ベトナム語：Thị xã Nghĩa Lộ / 市社義路）はベトナムの西北地方のイエンバイ省の町である。人口は2018年時点で約4万人、面積は29.7km2である。

## 行政区画
以下の4坊10社を管轄する。
- カウティア坊（Cầu Thia / 梂施）
- プーチャン坊（Pú Trạng / 布狀）
- タンアン坊（Tân An / 新安）
- チュンタム坊（Trung Tâm / 中心）
- ハインソン社（Hạnh Sơn / 杏山）
- ギアアン社（Nghĩa An / 義安）
- ギアロー社（Nghĩa Lộ / 義路）
- ギアロイ社（Nghĩa Lợi / 義利）
- ギアフック社（Nghĩa Phúc / 義福）
- フーニャム社（Phù Nham / 扶岩）
- フックソン社（Phúc Sơn / 福山）
- ソンア社（Sơn A / 山阿）
- タックルオン社（Thạch Lương / 石梁）
- タインルオン社（Thanh Lương / 清涼）